# John Godber

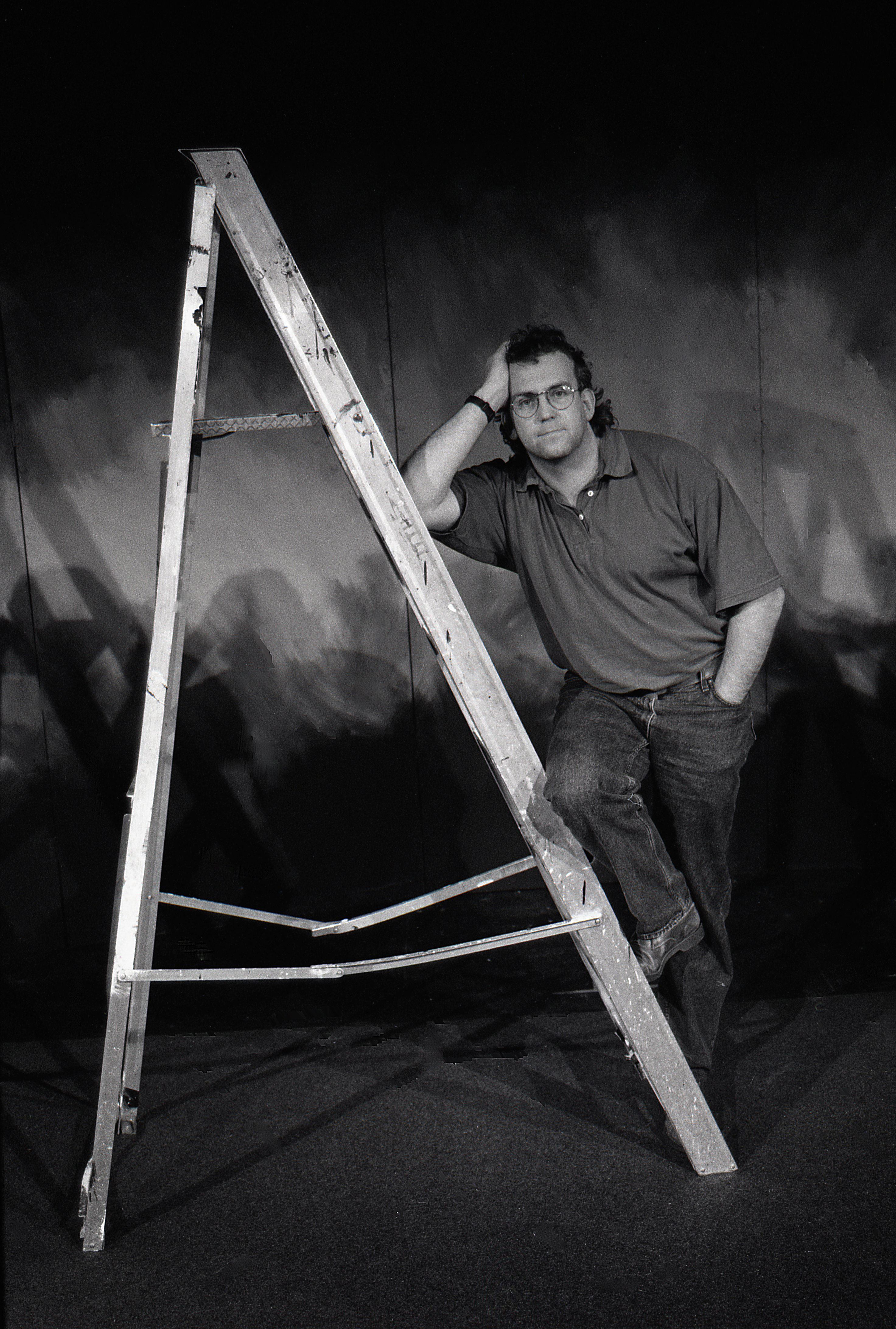
John Godber (1992)

John Harry Godber OBE (* 18. Mai 1956 in Upton, West Yorkshire) ist ein britischer Dramatiker sowie Regisseur.

## Leben
Nach dem Schulbesuch studierte der Sohn eines Bergmanns an der University of Leeds und arbeitete danach zwischen 1979 und 1983 als Lehrer. Neben seiner 1984 begonnenen Tätigkeit als Künstlerischer Leiter der HullTruckTheatreCompany begann Godber seine literarische Laufbahn und verfasste über 30 Theaterstücke sowie Drehbücher für Fernsehen und Rundfunk.
Zu seinen bekanntesten Werken gehören Up’n’under (1984), das mit dem Laurence Olivier Award ausgezeichnet und 1997 verfilmt wurde, Bouncers (1986), Teechers (1987), Lucky Sods (1995) und Thick as a Brick (1999). 2001 nahm er den Ruf auf eine Professur für Drama an der University of Hull an und wurde anschließend 2004 Professor für populäres Theater an der Liverpool Hope University.
Godber gilt nach William Shakespeare und Alan Ayckbourn als der am meisten gespielte Autor von Theaterstücken in Großbritannien und beendete 2010 nach 26 Jahren seine Zusammenarbeit mit der HullTruckTheatreCompany. Anschließend verkündete er im März 2011 seine Zusammenarbeit mit dem Wakefield Theatre Royal.

## Veröffentlichungen
- Happy Jack, Berlin 1986
- Shakers, 1993
- Plays, 2009